# Bartramia gnaphalea
Bartramia gnaphalea là một loài rêu trong họ Bartramiaceae. Loài này được P. Beauv. Müll. Hal. mô tả khoa học đầu tiên năm 1849.